# Z-17 Diether von Roeder
Z-17 Дитер фон Рёдер (нем. Z-17 «Diether von Roeder») — немецкий эскадренный миноносец типа 1936.
Назван в честь капитан-лейтенанта Дитера фон Рёдера, командира 13-й полуфлотилии миноносцев, погибшего 11 июля 1918 года на миноносце «S-62», подорвавшемся на мине при попытке спасения экипажа миноносца «S-66».
Заложен 9 сентября 1936 года на верфи фирмы «Deutsche Schiff und Maschinenbau AG» в Бремене. Спущен на воду 19 августа 1937 года и 29 августа 1938 года вступил в строй. После вступления в строй был приписан к 5-му дивизиону эскадренных миноносцев Кригсмарине. По состоянию на сентябрь 1939 года бортовой № 51.

## История службы
С 18 апреля по 15 мая 1939 года совершал плавание к побережью Испании и Марокко.
С сентября 1939 года по февраль 1940 года действовал в Северном море и Балтийских проливах.
4 сентября 1939 года получил легкие повреждения в результате налета британской авиации на Вильгельмсхафен.
17—18 октября 1939 года в составе оперативного соединения участвовал в миннозаградительной операции на восточном побережье Великобритании в районе устья реки Хамбер.
1 декабря 1939 года вошёл в состав 3-й флотилии эскадренных миноносцев Кригсмарине.
В апреле 1940 года участвовал в операции «Везеребюнг», входя в состав Нарвикской группы. 9 апреля 1940 года в Уфут-фьорде захватил норвежские сторожевые корабли «Michael Sars» и «Kelt».
10 апреля 1940 года участвовал в первом бою у Нарвика, в котором был тяжело поврежден двумя торпедами британского лидера эсминцев «Харди» и полностью потерял ход. Потери — 13 погибших.
13 апреля 1940 года был подорван экипажем в гавани Нарвика 68°25′ с. ш. 17°24′ в. д..

## Командиры корабля
| Имя и звание                   | Время службы                     |
| ------------------------------ | -------------------------------- |
| корветтен-капитан Эрих Холторф | 29 августа 1938 — 13 апреля 1940 |